# Szendrei Ákos
Szendrei Ákos (Szekszárd, 2003. január 23. –) magyar labdarúgó, csatár, a Paks játékosa.

## Pályafutása

### Klubcsapatokban

#### Paks
A szekszárdi születésű Szendrei a Paks saját nevelésű játékosa, 2019 februárjában írta alá első profi szerződését a klubbal, azt megelőzően pedig 137 mérkőzésen 147 gólt szerzett a tolnaiak utánpótlás együtteseiben. A 2020–2021-es idény 21. fordulójában gólt szerzett a Budafok elleni 4–1-es győzelem alkalmával, ezzel pedig a magyar első osztályú bajnokság első 2003-ban született gólszerzője lett. A szezon folyamán amellett, hogy az NB I-es csapatban is szerephez jutott, főként a klub NB III-as csapatában lépett pályára, ott 18 bajnokin 12 alkalommal volt eredményes.

#### DAC
2021. szeptember 5-én a dunaszerdahelyi DAC hivatalosan honlapján jelentette be, hogy leigazolta a Paks csatárát, aki ötéves szerződést írt alá új klubjával. A szlovák élvonalban 2021. szeptember 18-án, a bajnokság 8. fordulójában mutatkozott be, csereként beállva a Rózsahegy ellen 2–1-re megnyert mérkőzésen.
Az U19 egyik bajnoki mérkőzésén keresztszalag-szakadást szenvedett, megműtötték, emiatt az idény további részében nem tudott pályára lépni.

#### MOL Fehérvár
2022. augusztus végén igazolt Fehérvárra, a kölcsönszerződése 2023. június 30-ig szólt, de fél év után távozott a csapattól.

#### Győri ETO
2023 januárjában kölcsönszerződést kötött a Győri ETO-val.

#### Kecskemét
2023. június 14-én kölcsönszerződést kötött a Kecskeméttel, és a megállapodás vételi opciót is tartalmazott.

#### Mezőkövesd
2025 január elején bejelentették, hogy a Paksi FC szerződtette, majd kölcsönadta a  Mezőkövesdnek.

## Magánélet
Édesapja Szendrei József nyíregyházai születésű egykori paksi futballista, édesanyja Szombat Tünde kozmetikus. Kiskora óta a labdarúgás világában él, emellett jeles tanuló. A Bezerédj Általános Iskolában és a Vak Bottyán Gimnáziumban, Pakson végezte tanulmányait. 2021. június 25-én megkapta a Jó tanuló, jó sportolónak járó Bottyán Vándorserleget.

## Fordítás
- Ez a szócikk részben vagy egészben  az   Ákos Szendrei című angol Wikipédia-szócikk ezen változatának fordításán alapul.  Az eredeti cikk szerkesztőit annak laptörténete sorolja fel. Ez a jelzés csupán a megfogalmazás eredetét és a szerzői jogokat jelzi, nem szolgál a cikkben szereplő információk forrásmegjelöléseként.